# Mitch McGary
Pour les articles homonymes, voir McGary.
Mitchell Neil William "Mitch" McGary, né le 6 juin 1992 à Chesterton, Indiana (États-Unis), est un joueur américain de basket-ball. Il évolue au poste d'ailier fort.

## Carrière universitaire
En 2012, il rejoint les Wolverines du Michigan en NCAA.
Il ne participe pas au début de saison 2013-2014 à cause d'une blessure au dos.

## Carrière professionnelle
McGray est choisi en 21e place par le Thunder d'Oklahoma City lors de la Draft 2014 de la NBA. Avec la draft de ses anciens coéquipiers à Michigan Nik Stauskas et Glenn Robinson III, c'est la première fois depuis la draft 1990 que trois joueurs des Wolverines sont draftés la même année. Avec Trey Burke et Tim Hardaway, Jr. draftés en 2013, chaque joueur titulaire en 2012-2013 dans l'équipe des Wolverines a été drafté en 2013 et 2014.
Le 5 juillet, il signe son premier contrat professionnel avec le Thunder et participe à la NBA Summer League. Le 7 juillet, lors de la victoire du Thunder contre les Nets de Brooklyn, il marque 18 points et prend 13 rebonds.

## Clubs successifs
- 2012-2014 : Wolverines du Michigan (NCAA).
- 2014-2016 :  Thunder d'Oklahoma City (NBA)
- 2014-2016 :  Blue d'Oklahoma City (D-League)

## Records en NBA
Les records personnels de Mitch McGary, officiellement recensés par la NBA sont les suivants :
| Type de statistique        | Saison régulière | Saison régulière                      | Saison régulière               |
| Type de statistique        | Record           | Adversaire                            | Date                           |
| -------------------------- | ---------------- | ------------------------------------- | ------------------------------ |
| Points                     | 20               | @ Trail Blazers de Portland           | 27 février 2015                |
| Paniers marqués            | 10               | @ Trail Blazers de Portland           | 27 février 2015                |
| Paniers tentés             | 13               | @ Trail Blazers de Portland           | 27 février 2015                |
| Paniers à 3 points réussis |                  |                                       |                                |
| Paniers à 3 points tentés  | 1                | @ Suns de Phoenix                     | 26 février 2015                |
| Lancers francs réussis     | 5                | Nuggets de Denver Pacers de l'Indiana | 9 février 2015 24 février 2015 |
| Lancers francs tentés      | 6                | @ Nuggets de Denver Nuggets de Denver | 9 février 2015 22 février 2015 |
| Rebonds offensifs          | 5                | 3 fois                                |                                |
| Rebonds défensifs          | 9                | @ Mavericks de Dallas                 | 16 mars 2015                   |
| Rebonds totaux             | 13               | @ Mavericks de Dallas                 | 16 mars 2015                   |
| Passes décisives           | 2                | 3 fois                                |                                |
| Interceptions              | 3                | @ Spurs de San Antonio                | 25 mars 2015                   |
| Contres                    | 3                | Sixers de Philadelphie                | 4 mars 2015                    |
| Balles perdues             | 4                | Hawks d'Atlanta Lakers de Los Angeles | 20 mars 2015 24 mars 2015      |
| Minutes jouées             | 28               | @ Trail Blazers de Portland           | 27 février 2015                |

- Double-double : 3 (au 12/04/2015)
- Triple-double : aucun.

## Palmarès
- NCAA All-Tournament Team (2013)
- NCAA Tournament South Regional Team (2013)
- USA Junior National Select Team (2012)
- Parade All-American (2012)

## Statistiques

### Universitaires
Les statistiques en matchs universitaires de Mitch McGary sont les suivants :
| Année     | Équipe   | Matches | Titul. | Min./m. | %tir | %3pts | %l-f | rbds/m. | pass/m. | int/m. | ctr/m. | pts/m. |
| --------- | -------- | ------- | ------ | ------- | ---- | ----- | ---- | ------- | ------- | ------ | ------ | ------ |
| 2012-2013 | Michigan | 39      | 8      | 19,7    | 59,8 | 0,0   | 44,2 | 6,3     | 0,6     | 1,1    | 0,7    | 7,5    |
| 2013-2014 | Michigan | 8       | 4      | 24,8    | 54,5 | 0,0   | 66,7 | 8,3     | 1,5     | 1,9    | 0,8    | 9,5    |
| Total     |          | 47      | 12     | 20,6    | 58,8 | 0,0   | 51,3 | 6,6     | 0,8     | 1,2    | 0,7    | 7,8    |